# Championnat d'Afrique des nations masculin de handball 1974
Navigation
Algérie 1976
La 1re édition du Championnat d'Afrique des nations masculin de handball a lieu à Tunis (Tunisie) en novembre 1974. Le tournoi réunit les meilleures équipes masculines de handball en Afrique et est joué en même temps que le tournoi féminin.
À noter l'absence de l'Algérie qui était pourtant le représentant africain au Championnat du monde 1974 en mars.
À domicile, la Tunisie remporte son premier titre et devance le Cameroun et le Sénégal. De sérieux problèmes d'arbitrage émaillent toutefois la compétition au point que l'Égypte, rivale de la Tunisie, quitte le tournoi avant les finales pour protester contre les décisions de deux arbitres sénégalais un peu trop favorables aux joueurs tunisiens. L'équipe égyptienne féminine est également disqualifiée en conséquence du départ des hommes. 

## Classement final
Au classement final, la Tunisie l'emporte sans concéder une défaite, devant le Cameroun, le Sénégal, le Togo et Madagascar :
| Rang                        | Pays       | Commentaire |
| --------------------------- | ---------- | ----------- |
| Médaille d'or, Afrique      | Tunisie    |             |
| Médaille d'argent, Afrique  | Cameroun   |             |
| Médaille de bronze, Afrique | Sénégal    |             |
| 4                           | Togo       |             |
| 5                           | Madagascar |             |
| 6                           | Égypte     | Disqualifié |

| Championnat d'Afrique des nations — Vainqueur 1974 |
| -------------------------------------------------- |
| Tunisie Premier titre                              |

L'effectif de la Tunisie était : Moncef Besbes (en) (GB), Oueslati, Ridha Zitoun (en), Mohamed Naceur Jelili (en), Raouf Chabchoub, Abderraouf Ben Samir (en), Ahmed Bechir Bel Hadj (en), Mounir Jelili, Fawzi Sbabti, Amor Sghaier (en), Aleya Hamrouni (en), Aloulou, Habib Ammar (en), Kamel Idir, Azaïez, Ben Aïssa. Entraîneur : Brahim Riahi.